# Rectimicropora
Rectimicropora is een monotypisch mosdiertjesgeslacht uit de familie van de Microporidae en de orde Cheilostomatida. De wetenschappelijke naam ervan is in 2011 voor het eerst geldig gepubliceerd door Peter J. Hayward en Judith E. Winston.

## Soort
- Rectimicropora conspicua Hayward & Winston, 2011